# J. McMillan Johnson
Joseph McMillan „Mac“ Johnson (* 15. September 1912 in Los Angeles, Kalifornien; † 17. April 1990 in Napoopoo, Kona, Hawaiʻi) war ein US-amerikanischer Szenenbildner, Artdirector und Filmtechniker, der sich insbesondere auf visuelle Effekte spezialisiert hatte und bei der Oscarverleihung 1949 für Jenny (1948) den Oscar für die besten visuellen Effekte erhielt.

## Leben
Nach dem Schulbesuch studierte Johnson Architektur an der University of Southern California (USC) sowie später an der Art Center School in Los Angeles. Nach Abschluss des Studiums war er im Büro des bekannten Architekten Kem Weber, ehe er 1938 Mitarbeiter der von David O. Selznick gegründeten Filmproduktionsfirma Selznick International wurde. 1939 arbeitete er als Skizzenzeichner bei Vom Winde verweht erstmals bei der Erstellung eines Films mit und wurde für die dortigen Verdienste in dem Buch David O. Selznick’s Hollywood zweimal erwähnt.
Bei der Oscarverleihung 1949 wurde er neben Paul Eagler, Russell Shearman, Clarence Slifer, Charles L. Freeman und James G. Stewart mit dem Oscar für die besten visuellen Effekte in dem Film Jenny (Portrait of Jennie, 1948) ausgezeichnet. Während der antikommunistischen McCarthy-Ära, während der zahlreiche Filmschaffende auf die Schwarze Liste kamen und mit einem Berufsverbot belegt waren, zog er sich zeitweise aus der Filmwirtschaft zurück und arbeitete wieder als Architekt in den Architekturbüros ehemaliger Kommilitonen, ehe er Mitte der 1950er Jahre wieder in der Filmindustrie tätig war.
In den folgenden Jahren wurde er mehrmals für den Oscar für das beste Szenenbild nominiert. 1956 erhielt er die Nominierung zusammen mit Hal Pereira, Sam Comer und Arthur Krams für das Szenenbild in Über den Dächern von Nizza, 1961 gemeinsam mit Kenneth A. Reid und Ross Dowd für So eine Affäre sowie 1963 mit George W.Davis, Henry Grace und Hugh Hunt für  Meuterei auf der Bounty.
Zuletzt war Johnson noch zweimal für den Oscar für die besten visuellen Effekte nominiert: Zum einen 1966 für Die größte Geschichte aller Zeiten (1965), zum anderen bei der Oscarverleihung 1969 mit Hal Millar für den Film Eisstation Zebra.
Zu weiteren bekannten Filmen, an deren Erstellung Johnson beteiligt war, gehören Das Fenster zum Hof (1954), Goldgräber-Molly (1964), Point Blank (1967) oder Der "schärfste" aller Banditen (1970). Zuletzt arbeitete er 1971 bei dem Fernsehfilm Earth II mit.